# Джеймс Ганг
„Джеймс Ганг“ (на английски: James Gang) е американска хардрок група.

## История
Тя е основана през 1966 г. в Кливланд, Охайо от барабаниста Джими Фокс, който е и единственият постоянен участник. По-късно в групата свири китаристът Джо Уолш, който придобива известност именно с нея.
В самото начало на 1970-те години „Джеймс Ганг“ е сред най-популярните хардрок групи в Съединените щати. Групата се разпада през 1977 г., като след това е събирана неколкократно за кратки периоди.